# Agrostis tuvinica
Agrostis tuvinica är en gräsart som beskrevs av Galina A. Peschkova. Agrostis tuvinica ingår i släktet ven, och familjen gräs. Inga underarter finns listade i Catalogue of Life.